# Station Kolno
Station Kolno is een spoorwegstation in de Poolse plaats Kolno.